# Печора
Печо́ра (коми Печӧра) — река в Республике Коми и Ненецком автономном округе России.

## Этимология
Название реки, вероятно, произошло от наименования племени печора, отмечаемого в русских летописях и в древности проживавшего в области этой реки. В случае первичности гидронима название древнее и, возможно, связано с гидронимом коми Висера — Вишера.
Манси называют реку манс. Песеръя, что, по одной из версий, означает «река (племени) печора» (манс. я означает «река»). Те же корни могли лечь в основу современного названия реки.

Бассейн Печоры

## География
Длина — 1809 км, площадь водосборного бассейна — 322 тыс. км². Берёт начало на Северном Урале, в юго-восточной части Республики Коми, и течёт сперва преимущественно на юго-запад. Высота истока — 675 м над уровнем моря. В 1981 году у истока, найденного экспедицией Ивана Просвирнина, была установлена чугунная плита с надписью «Отсюда начинается великая северная река Печора».
От истока до устья реки Уньи, Печора имеет горный характер. У посёлка Якши (после впадения реки Волостница) поворачивает на север и течёт по Печорской низменности до Усть-Усы. После устья реки Усы поворачивает на запад, образуя широкое колено с двумя большими излучинами. Ширина русла здесь достигает 2 км, в долине появляются обширные пойменные луга. В районе Усть-Цильмы (после впадения рек Пижмы и Цильмы) Печора снова поворачивает на север, на этом участке её широкая пойма изрезана многочисленными протоками («шарами») и старицами.
Примерно в 130 км от устья Печора делится на два рукава — восточный (Большая Печора) и западный (Малая Печора). Ниже, в районе Нарьян-Мара, река образует дельту шириной около 45 км и впадает в Печорскую губу Печорского моря.
Сгонно-нагонные течения распространяются на юг до села Оксина.
Общий уклон реки — 0,373 м/км. В верхнем течении (выше устья Илыча) уклон составляет 2,5—3,0 м/км, река быстра, порожиста, её дно каменисто. Ниже Усть-Илыча уклон 0,10—0,11 м/км, сток Печоры почти удваивается, русло расширяется со 100—150 до 300 м, грунт дна меняется с каменистого на песок, смешанный с галькой и гравием.

### Притоки
Основные притоки — Унья, Северная Мылва, Велью, Лемъю, Кожва, Лыжа, Ижма, Нерица, Пижма, Цильма, Сула, Боровая (левые); Илыч, Подчерье, Щугор, Уса, Лая, Ёрса, Сэдзьва, Шапкина, Куя (правые).

## Гидрология
Питание смешанное, с преобладанием снегового. Половодье начинается в конце апреля — начале мая, максимум — в середине мая в среднем течении и низовьях вплоть до первых чисел июня. Летом и зимой — межень. Летняя межень — с середины июля по август, часто прерывается дождевыми паводками. Среднегодовой расход воды — в устье 4100 м³/с. Замерзает в конце октября; вскрытие происходит с верховьев и сопровождается заторами льда.

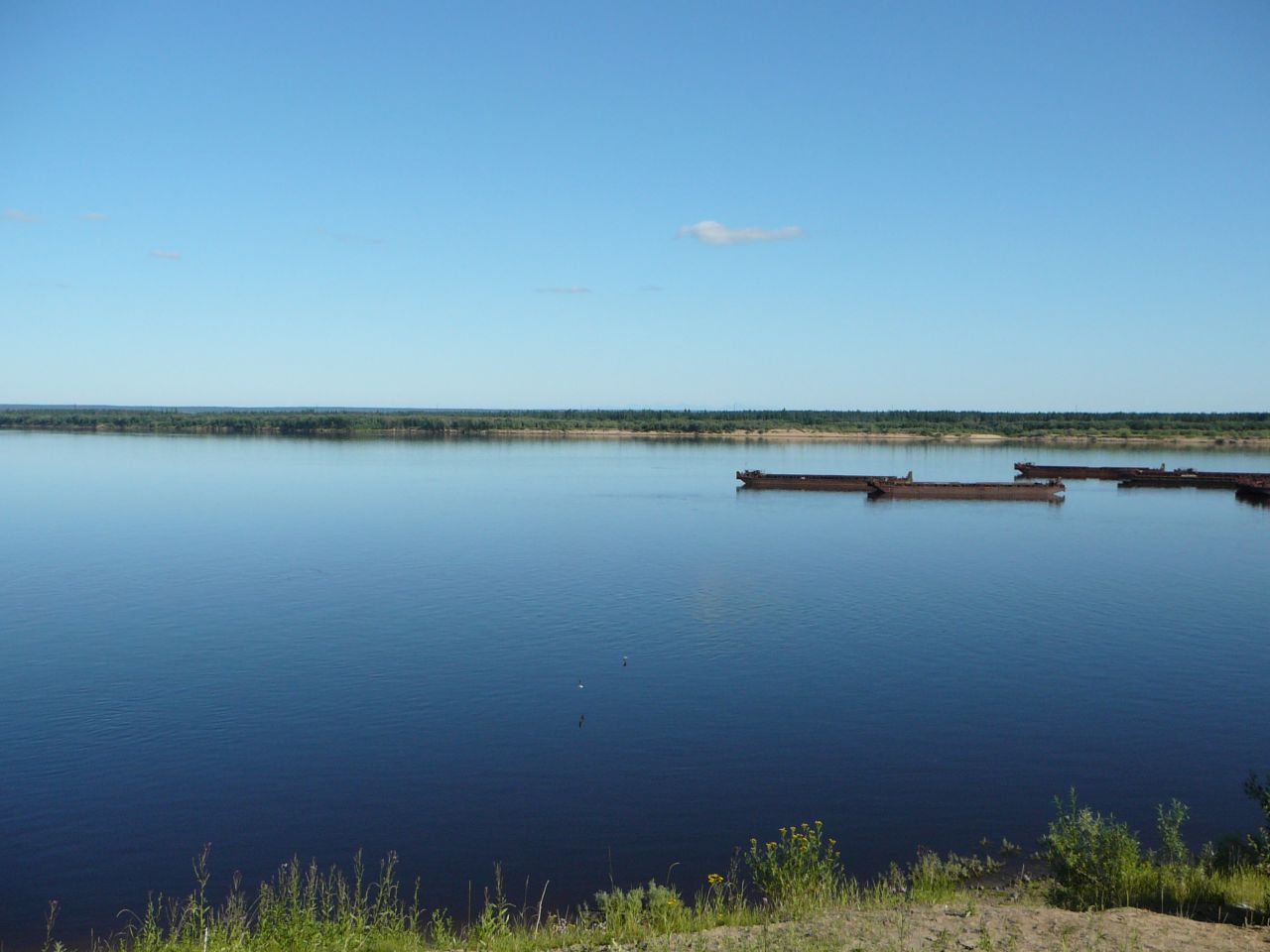
Берег реки Печора (в районе города Печора)

| Средний расход воды (м³/с) реки Печора по месяцам с 1981 по 1993 гг. (замеры производились на гидрологическом посту в районе д. Оксино, 141 км от устья) |

## Населённые пункты

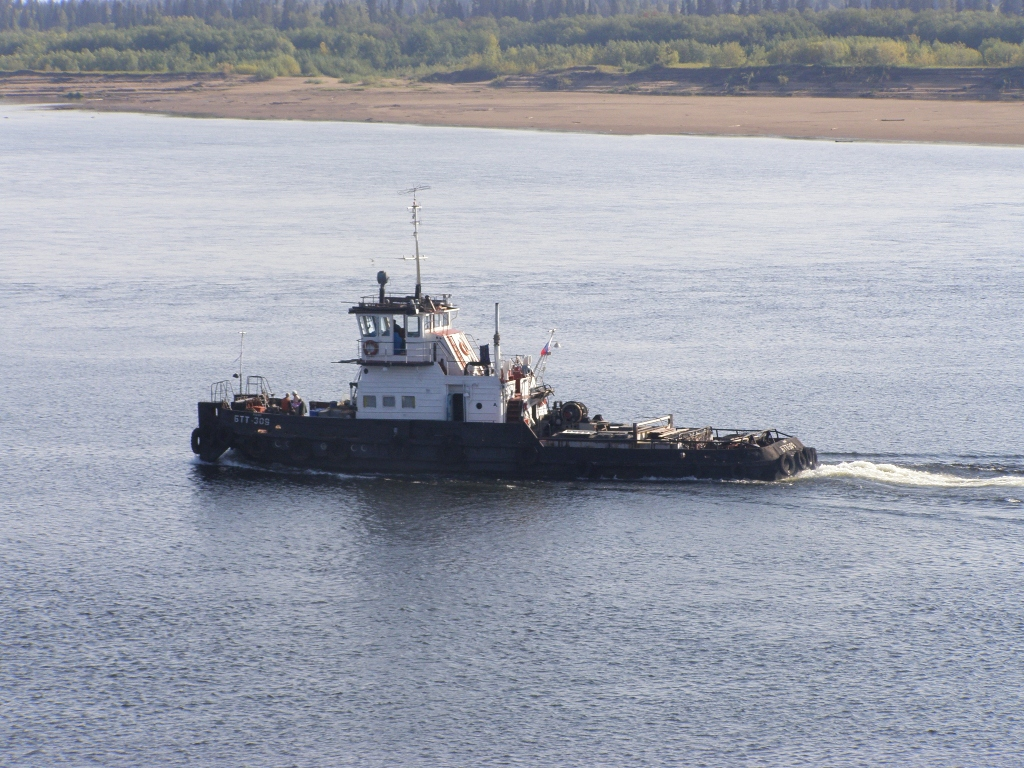
Буксир в районе города Печора

Населённые пункты на Печоре (от истока к устью): с. Усть-Унья, дер. Пачгино, с. Куръя, дер. Волосница, п. Якша, дер. Мамыль, п. Комсомольск-на-Печоре, с. Усть-Илыч, п. Шерляга, пгт. Троицко-Печорск, п. Русаново, с. Покча, дер. Скаляп, п. Тимушбор, дер. Кодач, п. Мирный, дер. Митрофаново, п. Митрофан-Дикост, дер. Ваньпи, п. Шердино, дер. Савинобор, с. Дутово, г. Вуктыл, с. Подчерье, п. Кырта, дер. Усть-Щугер, п. Усть-Соплеск, дер. Усть-Воя, дер. Даниловка, с. Приуральское, дер. Аранец, дер. Конецбор, п. Кедровый Шор, дер. Медвежская, дер. Бызовая, п. Красный Яг, г. Печора, п. Озёрный, пгт. Кожва, дер. Усть-Кожва, пгт. Путеец, дер. Песчанка, с. Соколово, дер. Акись, с. Усть-Уса, дер. Новикбож (на рукаве Новик-Шар), с. Щельябож, дер. Праскан, дер. Захарвань, дер. Денисовка, с. Мутный Материк, с. Кипиево, дер. Чика, c. Брыкаланск, с. Няшабож, рп. Щельяюр, с. Усть-Цильма, с. Хабариха, дер. Верхнее Бугаево, с. Среднее Бугаево, с. Окунев Нос, дер. Медвежка, п. Новый Бор, с. Ёрмица, дер. Тошвиска, с. Великовисочное, дер. Лабожское (на рукаве Старая Печора), дер. Пылемец (на рукаве Старая Печора), дер. Каменка, п. Хонгурей, с. Оксино, дер. Макарово, дер. Устье (на рукаве Городецкий Шар), с. Тельвиска (на рукаве Городецкий Шар), г. Нарьян-Мар, рп. Искателей, дер. Куя, п. Красное (на рукаве Куйский Шар), дер. Андег (на рукаве Малая Печора), п. Нельмин-Нос (на рукаве Тундровый Шар), дер. Осколково.
Важнейшие пристани на Печоре — Нарьян-Мар, Усть-Цильма, Щельяюр, Печора, Вуктыл.

## Хозяйственное использование
Регулярное судоходство возможно до Троицко-Печорска, весной и осенью — до Усть-Уньи. Морские суда поднимаются вверх по течению до морского порта Нарьян-Мар (110 км от устья).
Развито рыболовство (сёмга, сиговые, ряпушка).
В бассейне Печоры имеются месторождения каменного угля, нефти и газа, золота, марганца, кварца и его разновидностей, титана.

## Канал Печора — Кама
Строительство Камско-Печорского канала предполагалось для соединения бассейнов Печоры и Камы. Реализация этого проекта смогла бы позволить интегрировать Печору в единую глубоководную систему Европейской части России. В более позднее время проект был предназначен главным образом для передачи вод Печоры в Каму, а далее в Волгу и Каспийское море.
Канал между Печорой и Камой был частью плана реконструкции и освоения ресурсов Волги, утверждённых в ноябре 1933 года на специальной конференции в Академии наук СССР. Исследования в этом направлении были проведены Гидропроектом под руководством Сергея Яковлевича Жука. Планам создания канала была дана новая жизнь в 1961 году, во время правления Н. С. Хрущёва. Теперь канал стал частью ещё более грандиозного плана — поворота сибирских рек.
23 марта 1971 года под землёй в районе села Васюково в Чердынском районе Пермской области, примерно в 100 км к северу от города Красновишерска, были взорваны три 15-килотонных ядерных заряда. Эти испытательные инженерные ядерные взрывы, известные как проект «Тайга», стали частью серии мирных ядерных взрывов в СССР и были призваны продемонстрировать возможность использования ядерных взрывов для строительства канала. Тройной взрыв создал вытянутый кратер размерами 600×380 метров. В дальнейшем было решено, что строительство канала таким способом невозможно, так как потребовались бы сотни ядерных взрывов, и «ядерный вариант» для создания раскопа канала был заброшен. От разворота северных рек правительство СССР полностью отказалось в 1986 году.